# 弱視
弱視（Amblyopia）是指因為眼睛和大腦協同運作問題造成的視力失調，但眼睛本身沒有器質性病變，弱視所造成的影響是視力減退。
造成弱視的原因可能是在兒童發育早期，因著疾病影響眼睛的對焦功能。可能是眼睛無法對正、眼球形狀造成不易對焦、一眼因為近視或是遠視使得視力和另外一眼不同，或是受到白內障的影響。因為視力和大腦也有關係，因此若造成弱視的原因去除後，視力不會立刻改善。弱視不容易偵測，因此兒童在四到五歲時建議要接受視力測試。
越早檢查到弱視，其治療的成功率越高。有些兒童的治療只需透過眼鏡即可進行，若是不夠，會設法強迫兒童去使用視力較弱的眼睛，做法可以透過在視力較好的眼睛戴眼罩或是點阿托品。若不進行治療，兒童期的弱視會持續到成年。而有關成年人弱視治療的資訊仍不充份。
弱視一般會在五歲之前發現。成年人中，有1%至5%有弱視的情形。弱視的治療可以改善視力，但一般來說，無法讓視力恢復到完全正常的程度。最早對於弱視的描述出現在十七世紀。弱視會讓人無法成為飛行員或是警察。弱視的英文學名amblyopia源自希臘文的ἀμβλύς（amblys，意思是模糊）以及 ὤψ（ōps，意思是視力）。

## 分類
- 斜视性弱视：病人有或曾有斜视，大脑皮质（视中枢）为消除或克服斜视所造成的复视和视觉紊乱而选择性地抑制斜视眼传的视觉冲动，斜视眼黄斑功能长期被抑制而形成弱视。
- 屈光参差性弱视：双眼屈光参差2.5D（250度）以上者，由于两眼视网膜成像大小不等，两物像融合困难，致便屈光不正较重的一眼的物象被抑制，日久沦为弱视。
- 视觉剥夺性弱视：在婴幼儿期由于先天性白内障、上睑下垂、角膜混浊等疾病而使黄斑部接受不到光刺激不能成像。在婴幼儿视觉尚未发育到成熟阶段，视网膜没能得到足够的光刺激而未能充分参与视觉发育过程所造成的弱视。
- 屈光不正性弱视：远视+3.0D（+300度）、近视-6.0D（-600度）、散光2.0D（200度）以上的幼儿在儿童期或学龄前未得到矫正者易发生弱视。
- 先天性弱视：由于器质性斜视、眼球震颤、先天性全色盲等引发的弱视。
- 癔病性弱视：同样也是弱视的一种，见于癔病患者。